# East Lindsey
East Lindsey – dystrykt w hrabstwie Lincolnshire w Anglii.

## Miasta
- Alford
- Burgh Le Marsh
- Horncastle
- Louth
- Mablethorpe
- Mablethorpe and Sutton
- Skegness
- Spilsby
- Wainfleet All Saints

## Inne miejscowości
Aby, Addlethorpe, Anderby, Anton’s Gowt, Ashby Puerorum, Baumber, Belchford, Belleau, Benniworth, Bilsby, Binbrook, Bucknall, Burgh on Bain, Chapel St Leonards, Coningsby, Conisholme, Donington on Bain, Eastville, Edlington, Firsby, Friskney, Greetham, Grimoldby, Hainton, Hatton, Haugham, Hemingby, Holton le Clay, Ingoldmells, Keal Cotes, Kirkby on Bain, Kirkstead, Langrick, Ludborough, Ludford, Maidenwell, Maltby le Marsh, Maltby, Manby, Mareham le Fen, Markby, Minting, Monksthorpe, Moorby, Mumby, New York, Orby, Panton, Roughton, Saleby, Salmonby, Saltfleet, Saltfleetby, Scamblesby, Sibsey, Sloothby, Somersby, Sotby, South Ormsby, South Thoresby, Sutton on Sea, Tathwell, Tattershall, Tetford, Tetney, Ulceby, Well, West Ashby, Willoughby, Winceby, Withern, Woodhall Spa, Wyham cum Cadeby, Yarburgh.